# Skolornas matematiktävling
Skolornas matematiktävling (SMT) är en årligen återkommande matematiktävling för alla Sveriges gymnasieelever. 
Tävlingen arrangeras av Svenska matematikersamfundet sedan 1961 och brukar locka omkring 1000 deltagare. Resultatet i tävlingen ligger till grund för uttagningen av det svenska laget till Matematikolympiaden (IMO), Nordiska matematiktävlingen och Baltic Way.
Tävlingen består av två delar: en lagtävling och en individuell tävling. Skolor med minst tre registrerade deltagare är automatiskt med i lagtävlingen och de tre bästa från varje skola utgör skolans lag.
Kvaltävlingen är öppen för alla gymnasieelever och går av stapeln i slutet av september. De cirka tjugo till tjugofem främsta i kvaltävlingen går vidare till finaltävlingen som hålls under andra halvan av november. I båda delarna ska sex uppgifter lösas på fem timmar. 2015 gick den 55:e upplagan av stapeln.
Kvaltävlingen skrivs av deltagarna på deras respektive skolor. Finaltävlingen arrangeras vid något av Sveriges större universitet och högskolor. 

## Vinnare individuella tävlingen
- 1961: Anders Vretblad, Linköpings högre allmänna läroverk, Linköping
- 1962: Börje Leander, Kristianstads högre allmänna läroverk, Kristianstad
- 1963: Åke Lindgren, Katedralskolan, Uppsala
- 1964: Johannes Sjöstrand, Lundby läroverk, Göteborg
- 1965: Peter Sjögren, Hvitfeldska läroverket, Göteborg
- 1966: Bengt Ek, Whitlockska läroverket, Stockholm
- 1967: Ulf Persson, Platenskolan, Motala
- 1968: Jockum Aniansson, Hvitfeldska gymnasiet, Göteborg
- 1969: Christian Gottlieb, Hersby skola, Lidingö
- 1970: Anders Bondeson, Tunaholmsskolan, Mariestad
- 1971: Sven Ivansson, Östra real, Stockholm
- 1972: Gudrun Brattström, Nicolaiskolan, Helsingborg
- 1973: Michael Steiner, Adolf Fredriks skola, Stockholm
- 1974: Torsten Jönsson, Olympiaskolan, Helsingborg och Arne Meurman, Karlbergsskolan, Åmål delad 1:a plats
- 1975: Bengt Jonsson, Nyköpings gymnasium, Nyköping
- 1976: Johan Håstad, Mörbyskolan, Danderyd
- 1977: Johan Håstad, Mörbyskolan, Danderyd
- 1978: Jan Söderkvist, Hörbergsskolan, Ludvika
- 1979: Johan Råde, Göteborgs högre samskola, Göteborg
- 1980: Johan Råde, Göteborgs högre samskola, Göteborg
- 1981: Anders Rantzer, Lars Kaggskolan, Kalmar
- 1982: Jan-Erik Brundell, Katedralskolan, Lund
- 1983: Anders Lundbladh, Danderyds gymnasium, Danderyd
- 1984: Mikael Staffas, Danderyds gymnasium, Danderyd
- 1985: Gustav Ryd, Danderyds gymnasium, Danderyd
- 1986: Gustav Ryd, Danderyds gymnasium, Danderyd
- 1987: Mats Persson, Åsö gymnasium, Stockholm
- 1988: Mattias Jonsson, Olympiaskolan, Helsingborg
- 1989: Fredrik Andréasson, Danderyds gymnasium, Danderyd
- 1990: Andreas Strömbergsson, Sankt Eskils skola, Eskilstuna
- 1991: Oskar Malm, Danderyds gymnasium, Danderyd
- 1992: Oskar Malm, Danderyds gymnasium, Danderyd
- 1993: Marcus Better, Danderyds gymnasium, Danderyd
- 1994: Hans Rullgård, Sigtuna humanistiska läroverk, Sigtuna och Thomas Strömstedt, Danderyds gymnasium, Danderyd delad 1:a plats
- 1995: Hans Rullgård, Sigtuna humanistiska läroverk, Sigtuna
- 1996: Hans Rullgård, Sigtuna humanistiska läroverk, Sigtuna
- 1997: Johan Karlsson, Danderyds gymnasium, Danderyd
- 1998: Carl Johan Ragnarsson,  Katedralskolan, Lund
- 1999: Carl Johan Ragnarsson, Katedralskolan, Lund
- 2000: Per-Anders Andersson, Österportskolan, Ystad
- 2001: Johan Land, Forsmarks skola, Östhammar
- 2002: Ragnar Freij, Gymnasieskolan Spyken, Lund
- 2003: Tobias Linsefors, Katedralskolan, Lund
- 2004: Chen Xing, Östra gymnasiet, Umeå
- 2005: Gunnar Peng, Katedralskolan, Linköping
- 2006: Zihan Hans Liu, Viktor Rydbergs gymnasium, Stockholm och Gunnar Peng, Katedralskolan, Linköping delad 1:a plats
- 2007: Gunnar Peng, Katedralskolan, Linköping
- 2008: Gabriel Isheden, Danderyds gymnasium, Danderyd
- 2009: Alexandre Loiko, Danderyds gymnasium, Danderyd
- 2010: Rebecca Staffas, Växjö Katedralskola, Växjö
- 2011: Simon Lindholm, Kärrtorps gymnasium, Johanneshov och Mårten Wiman, Danderyds gymnasium, Danderyd delad 1:a plats
- 2012: Mårten Wiman, Danderyds gymnasium, Danderyd
- 2013: Johan Sannemo, Danderyds gymnasium, Danderyd
- 2014: Malte Larsson, Malmö Borgarskola, Malmö
- 2015: David Wärn, Danderyds gymnasium, Danderyd
- 2016: David Wärn, Danderyds gymnasium, Danderyd
- 2017: Hugo Eberhard, Lars-Erik Larssongymnasiet, Lund
- 2018: Hugo Eberhard, Lars-Erik Larssongymnasiet, Lund
- 2019: David Engström, Kullagymnasiet, Höganäs
- 2020: Ferdinand Rönngren, Baldergymnasiet, Skellefteå
- 2021: Kevin Haagensen Strömberg, Hvitfeldtska gymnasiet, Göteborg
- 2022: Erik Hedin, Gymnasieskolan Spyken Lund och Mikael Häglund Kungsholmens gymnasium Stockholm. Delad 1:a plats.
- 2023: John Hedin, Lars-Erik Larsson-gymnasiet, Lund och Olle Rehnquist, Hvitfeldtska gymnasiet, Göteborg. Delad 1:a plats.
- 2024: Jacob Brzezinski Ädelroth, Danderyds gymnasium, Danderyd

## Vinnare lagtävlingen
- 2007: Danderyds gymnasium, Danderyd
- 2008: Danderyds gymnasium, Danderyd
- 2009: Hvitfeldtska gymnasiet, Göteborg
- 2010: Danderyds gymnasium, Danderyd
- 2011: Danderyds gymnasium, Danderyd
- 2012: Danderyds gymnasium, Danderyd
- 2013: Malmö Borgarskola, Malmö
- 2014: Malmö Borgarskola, Malmö
- 2020: Hvitfeldtska gymnasiet, Göteborg
- 2021: Norra Reals gymnasium, Stockholm
- 2022: Norra Reals gymnasium, Stockholm
- 2023: Norra Reals gymnasium, Stockholm
- 2024: Norra Reals gymnasium, Stockholm